# 시실리안 (1987년 영화)
《시실리안》(The Sicilian)은 미국에서 제작된 마이클 치미노 감독의 1987년 범죄, 드라마 영화이다. 크리스토퍼 램버트 등이 주연으로 출연하였고 마이클 치미노 등이 제작에 참여하였다.

## 출연

### 주연
- 크리스토퍼 램버트
- 테렌스 스탬프
- 조스 아클랜드
- 존 터투로
- 리처드 보어
- 바바라 수코바

### 조연
- 줄리아 보쉬

## 기타
- 원작자: 마리오 푸조
- 프로듀서: 말콘 R. 하딩
- 미술: 울프 크로에거
- 의상: 웨인 피클먼